# Sphaeriodesmus saussurei
Sphaeriodesmus saussurei är en mångfotingart som beskrevs av Carl Graf Attems 1899. Sphaeriodesmus saussurei ingår i släktet Sphaeriodesmus och familjen Sphaeriodesmidae. Inga underarter finns listade i Catalogue of Life.